# Niżyn (stacja kolejowa)
Niżyn (ukr. Ніжин) – węzłowa stacja kolejowa w miejscowości Niżyn, w rejonie niżyńskim, w obwodzie czernihowskim, na Ukrainie. Węzeł linii Kijów – Konotop – Moskwa z liniami do Czernihowa i Hrebinki.

## Historia
Stacja powstała w XIX w. na linii drogi żelaznej kursko-kijowskiej pomiędzy stacjami Kruty i Nosowka. Węzłem kolejowym została w XX w..
10 października 1943 stacja została zbombardowana przez niemieckie lotnictwo. W wyniku ataku zginęło prawie 3000 osób, które pochowano w 10 masowych grobach.

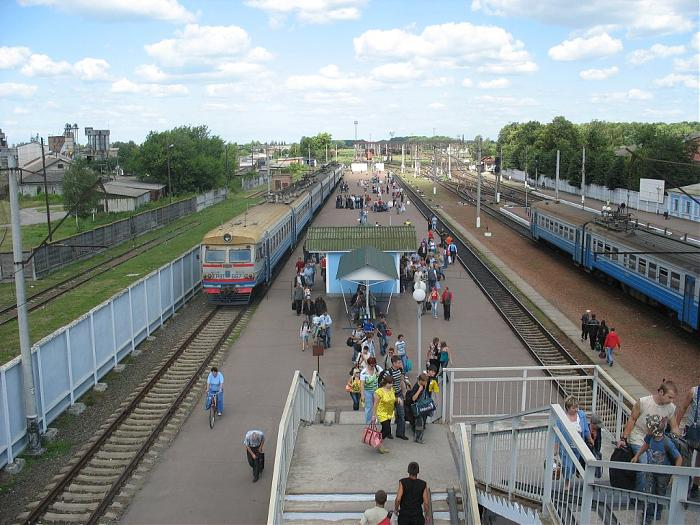
wschodnia część stacji (widok w stronę Bachmacza)
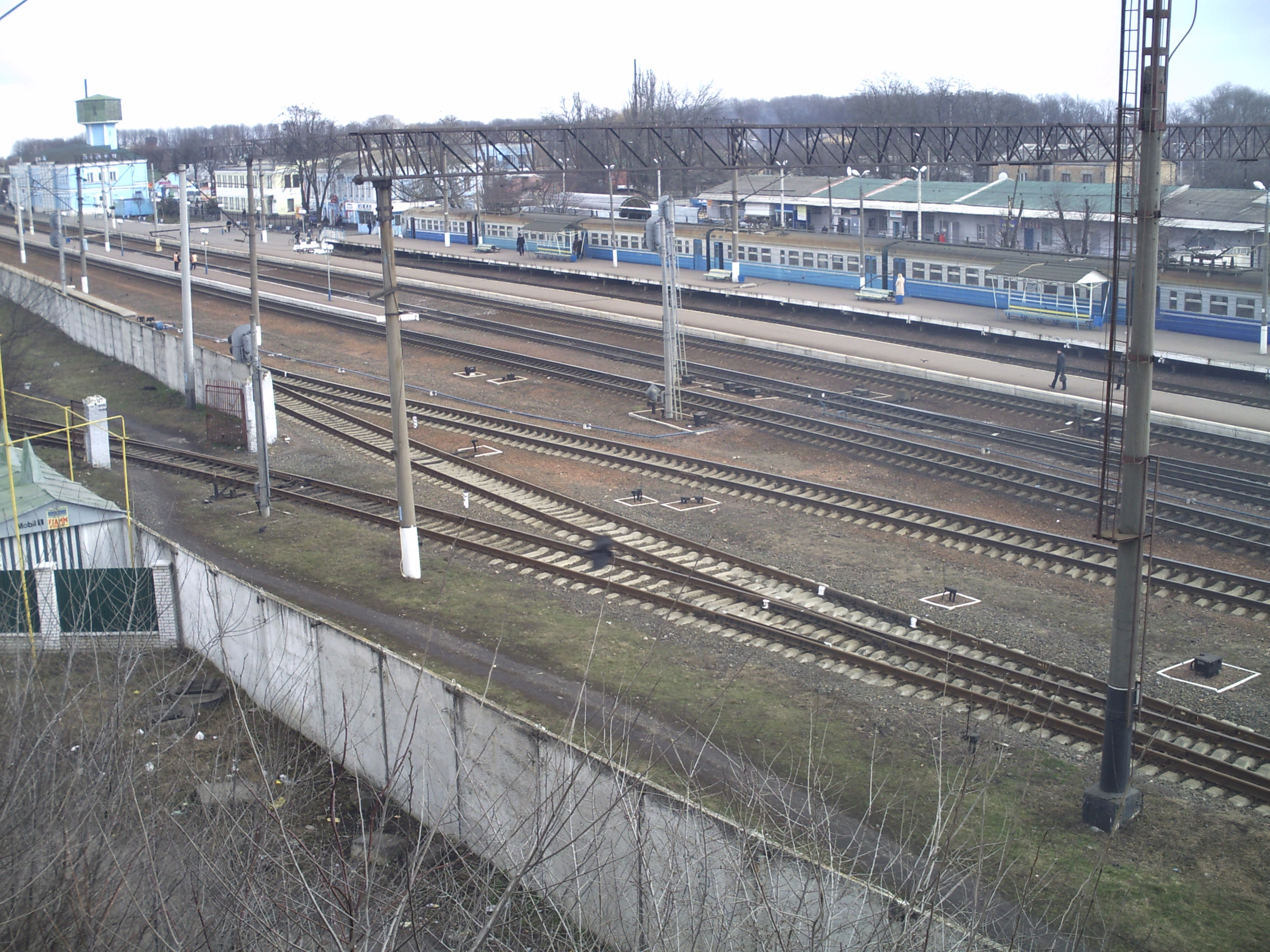
zachodnia część stacji (widok w stronę Bachmacza)
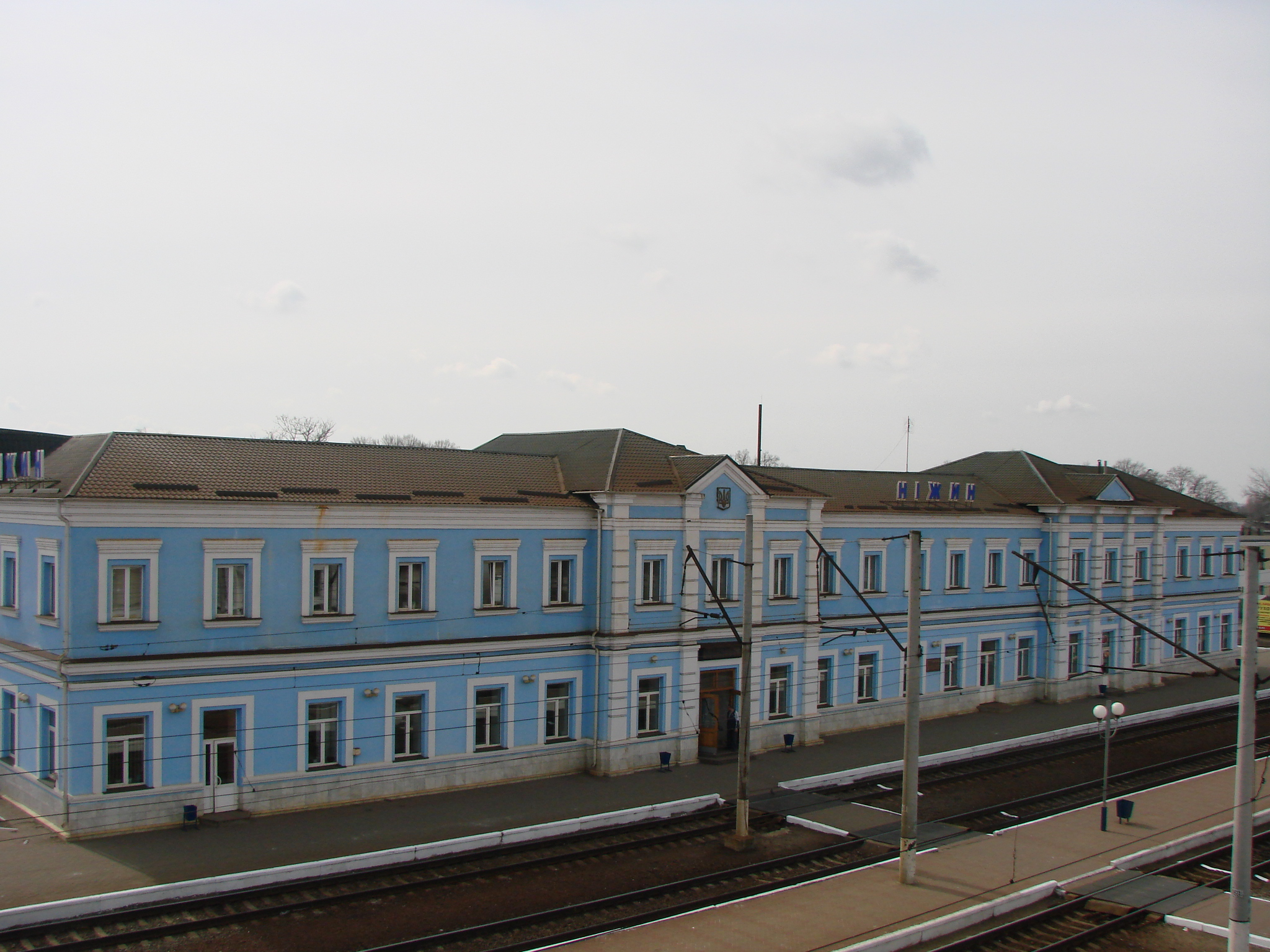
dworzec od strony peronów
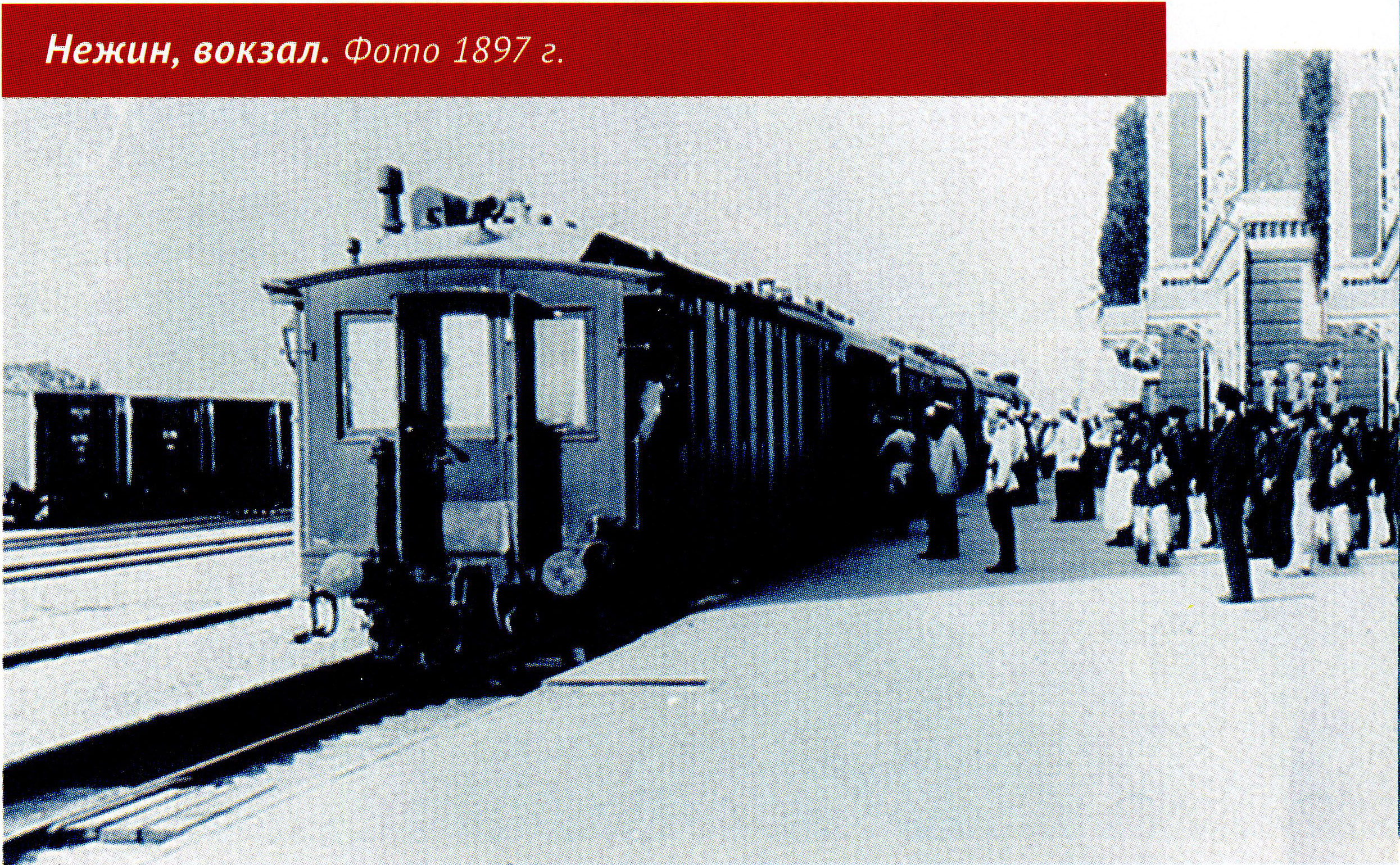
stacja w 1897